# Arne Sjöberg
Olof Arne Sjöberg, född 15 oktober 1916 i Härnösand, död 29 november 2000 i Angered, var en svensk skulptör och målare.
Han var son till montören Jonas Petter Sjöberg och Margareta Sundin samt 1940–1962 gift med Elsy Astrid Ingeborg Molin. Sjöberg utbildade sig till och arbetade först som reklamman men övergick successivt på 1950-talet till ett eget fritt konstnärligt kapande. Frånsett några studieresor till Frankrike och Spanien var han autodidakt. Han arbetade huvudsakligen med träsnideri där han skapade abstrakta skulpturer av upphittade trästycken. Han var noga med att trädets ådring skulle bli en del av konstverket och att ytorna blev sammetsmjuka.
Separat ställde han bland annat ut i Sundsvall, Sollefteå, Kramfors och Prästmon i Västernorrlands län. Tillsammans med Rolf Arne Sandquist ställde han ut i bland annat Örnsköldsvik och han medverkade samlingsutställningar arrangerade av Konstringen i Västernorrlands län. Sjöberg är gravsatt i minneslunden på Kvibergs kyrkogård i Göteborg.